# Szaúdi gazella
A szaúdi gazella (Gazella saudiya) az emlősök (Mammalia) osztályának párosujjú patások (Artiodactyla) rendjébe, ezen belül a tülkösszarvúak (Bovidae) családjába és az antilopformák (Antilopinae) alcsaládjába tartozó kihalt faj.
Eredetileg a dorkászgazella (Gazella dorcas) alfajaként írták le, de későbbi genetikai vizsgálatok kimutatták, hogy közeli rokonságuk ellenére különálló fajról van szó.

## Előfordulása
Hajdan Kuvaittól és Iraktól Szaúd-Arábián át egészen a jemeni határvidékig elterjedt, a legtöbb példányt Szaúd-Arábia nyugati részén látták. Nyílt, akáciával (Acacia) borított kavicsos vagy homokos pusztaságok lakója volt, magányosan vagy legfeljebb 20 egyedből álló csapatokban élt.

## Megjelenése
Alakja és színezete a dorkászgazelláéhoz hasonlított, bár lábai rövidebbek, színe pedig világosabb volt. A gazellának nem volt orrfoltja, pofacsíkjai sárgásfehérek, fülei sárgásbarnák voltak. Far- és oldalcsíkjai nagyon halványak voltak vagy hiányoztak.

## Kipusztulása
Az 1980-as évektől kezdve kihaltnak tekintették a vadonban, de úgy vélték, az Arab-félsziget állatkertjeiben és magángyűjteményeiben még élnek példányai – ezekről azonban utóbb bebizonyosodott, hogy más fajok képviselői vagy hibridjei. Kipusztulásának oka a túlzott vadászat. A londoni Natural History Museum őrzi néhány kiszárított bőrét. 2008-ban a Természetvédelmi Világszövetség (IUCN) kihaltnak nyilvánította.